# Bozlu, Yayladağı
Bozlu là một xã thuộc huyện Yayladağı, tỉnh Hatay, Thổ Nhĩ Kỳ.